# NK Dekani
Nogometni klub Dekani (tiếng Việt: Câu lạc bộ bóng đá Dekani), thường hay gọi NK Dekani hoặc đơn giản Dekani, là một câu lạc bộ bóng đá Slovenia đến từ Dekani, thi đấu ở Giải bóng đá hạng nhì quốc gia Slovenia với tên gọi Jadran Dekani. Câu lạc bộ được thành lập năm 1938.

## Danh hiệu
- Giải bóng đá hạng nhì quốc gia Slovenia: 1

1992-93